# حفل توزيع جوائز الأوسكار السابع والعشرون
حفل توزيع جوائز الأوسكار السابع والعشرون (بالإنجليزية: 27th Academy Awards)‏ هو حدث نظمته أكاديمية فنون وعلوم الصور المتحركة لتكريم أفضل الأفلام لسنة 1954. أقيم الحفل بتاريخ 30 مارس، 1955 في مسرح آر. كي. كو. بانتجس، هوليوود، كاليفورنيا. قامت شبكة هيئة الإذاعة الوطنية ببثّ الحفل، وقدّمه بوب هوب. في هذه الدورة، فاز فيلم على الواجهة البحرية بجائزة أفضل فيلم، وحاز الممثّل مارلون براندو على جائزة أفضل ممثّل، ونالت الممثلة غريس كيلي جائزة أفضل ممثّلةٍ، وكانت جائزة الأوسكار لأفضل مخرج من نصيب المخرج إيليا كازان.
أكثر الأفلام ترشيحاً للحصول على جوائز كان فيلم على الواجهة البحرية حيث تلقّى 12 ترشيحاً، وكان كذلك أكثرها فوزاً حيث فاز بـ 8 جوائز.

## الجوائز
- جائزة أفضل فيلم:

على الواجهة البحرية
- جائزة أفضل مخرج:

إيليا كازان
- جائزة أفضل ممثّل:

مارلون براندو
- جائزة أفضل ممثّلة:

غريس كيلي
- جائزة أفضل ممثّل مساعد:

إدمون أوبراين
- جائزة أفضل ممثّلة مساعدة:

إيفا ماري سانت
- جائزة أفضل سيناريو مقتبس:

فتاة الريف - جورج سيتون
- جائزة أفضل موسيقى تصويريّة:

سبع عرائس لسبعة إخوة - السامي والقوي
- جائزة أفضل تأثيرات بصريّة:

20.000 فرسخ تحت الماء
- جائزة أفضل خلط أصوات:

قصة جلين ميلر - يونيفرسل ستوديوز

## وصلات خارجية
- حفل توزيع جوائز الأوسكار السابع والعشرون على موقع IMDb (الإنجليزية)
- حفل توزيع جوائز الأوسكار السابع والعشرون على موقع ميوزك برينز (الإنجليزية)
- الموقع الرسمي لجوائز الأكاديمية.
- الموقع الرسمي لأكاديمية فنون وعلوم الصور المتحركة.
- قناة جوائز الأوسكار على موقع يوتيوب (تُديره أكاديمية فنون وعلوم الصور المتحركة).
- مقتطفات فيديو من أكاديمية فنون وعلوم الصور المتحركة.